# 赵刚 (1968年)
赵刚（1968年6月—），男，汉族，辽宁新民人，中国共产党、中华人民共和国政治人物。现任中共陕西省委副书记、陕西省人民政府省长，系第二十届中共中央委员、第十四届全国人大代表。

## 生平

### 军工生涯
1986年9月至1990年9月在北京理工大学力学工程系电子精密机械专业学习，1990年9月至1993年4月在引信技术专业攻读硕士研究生，期间于1987年6月加入中国共产党。
1993年4月参加工作，历任中国北方工业公司中东地区处副处长、国贸一部中东地区部副经理、驻伊朗德黑兰代表处代表、人力资源部主任、总裁助理兼研发部总经理，2004年4月任副总裁，2007年12月升任总裁。
2010年9月，升任中国兵器工业集团有限公司总经理助理，仍兼任中国北方工业公司总裁。2013年9月升任中国兵器工业集团副总经理。
2017年9月调任中国一重集团有限公司董事、总经理、党委副书记，晋升副部级。

### 陕西任职
2018年10月，到地方出任陕西省人民政府副省长、党组成员。
2021年1月，跻身中共陕西省委常委、延安市委书记。2022年5月当选为中共陕西省委副书记。
2022年11月任陕西省人民政府党组书记。同年12月任陕西省人民政府副省长、代理省长，晋升正部级。次年1月去代转正，不再兼任中共延安市委书记职务。